# 顕粛皇后
顕粛皇后（けんしゅくこうごう）は、北宋の徽宗の皇后。姓は鄭氏。

## 生涯
初め欽聖皇后（徽宗の嫡母）の侍女を務め、後に端王趙佶（後の徽宗）の側室となった。低い身分に生まれながらも美貌で詩才があったため、寵愛を受けた。端王趙佶が皇帝に即位した後、初め才人となり、嬪に進み、貴妃にいたった。政和元年（1111年）、皇后に立てられた。
多くの女子を産んだ。父の鄭紳（元は直省官）は太師に任じられ、また楽平郡王に封ぜられた。
宣和7年12月23日（1126年1月18日）、徽宗の譲位により欽宗が即位すると鄭氏は太上皇后となり、寧徳太后と称された。靖康の変後、金に連行されて多くの辱めを受け、建炎4年9月5日（1130年10月8日）に死去した。南宋において顕粛と諡された。紹興12年（1142年）8月、徽宗の梓宮と共に遺骸が江南へ送還されて会稽の永佑陵に葬られた。

## 子女
- 趙玉盤（嘉徳帝姫）
- 趙金羅（安徳帝姫）
- 寿淑帝姫
- 栄淑帝姫
- 趙瑚児（成徳帝姫）

## 伝記資料
- 『靖康稗史箋證』
- 『宋会要輯稿』